# Borucice (Opole)
Pour les articles homonymes, voir Borucice.
Borucice est une localité polonaise du gmina de Lubsza et située dans le powiat de Brzeg (voïvodie d'Opole).